# Dentelle de Neptune
Reteporella grimaldii · Dentelle de Vénus
Pour les articles homonymes, voir dentelles.
Espèce
Synonymes
- Sertella septentrionalis
- Retepora grimaldii Jullien, 1903
- Reteporella septentrionalis Harmer, 1933

La Dentelle de Neptune (Reteporella grimaldii), également appelée Dentelle de Vénus, est une espèce de bryozoaires de la famille des Phidoloporidae.

## Description
Les colonies ont souvent une forme typique en « dentelle » allant du jaune au rose, très fragiles et mesurant jusqu'à 15 cm de diamètre.

## Répartition
Cette espèce est fréquente dans toute la mer Méditerranée ainsi que dans l'ouest de l'océan Atlantique, jusqu'à 50 mètres de profondeur, sur les fonds durs et sombres, souvent sur des coraux.